# Salem Abdullah
Salem Abdullah Omar Salem Ba Abdullah (tiếng Ả Rập: سالم عبد الله عمر سالم باعبد الله; sinh ngày 5 tháng 7 năm 1986) là một cầu thủ bóng đá người Các Tiểu vương quốc Ả Rập Thống nhất thi đấu cho Al Jazira.